# Истинитосна вредност
У логици и математици, истинитосна вредност, понекад се назива и логичка вредност, је вредност која указује на везу између исказа и истине.

## Класична логика
У класичној логици, узимајући у обзир њену семантику, истинитосне вредности могу бити тачне (1 или Т) и неистините односно лажне (0 или ⊥); то јест, класична логика је двовредносна логика. Овај склоп од две вредности се такође назива Булов домен. Одговарајућа семантика логичких везника је у функције истине, чије вредности се изражавају у форми таблица истинитости. Логички двоуслов постаје једнак бинарној релацији, негација постаје бијекција, која пермутује тачно и нетачно. Конјункција и дисјункција су дуалне (бинарне) операције за разлику од негације, што је изражено у де Моргановим законима:
¬(p∧q) ⇔ ¬p ∨ ¬q
¬(p∨q) ⇔ ¬p ∧ ¬q
Исказне променљиве постају променљиве у Буловом домену. Додела вредности исказној променљивој се назива као вредновање.

## Интуициона и Конструктивна логика
У Интуиционој логици, и генерално, у конструктивној математици, изјавема се додељују тачне вредности само ако се могу дати конструктивани докази. Почиње са низом аксиома, и изјава је тачна ако можете доказати изјаву из тих аксиома. Изјава је нетачна ако докажете контрадикцију. Ово оставља отворену могућност изјавама којима још увек нису додељене истините вредности. 
Недоказаним изјавама у интуиционој логици се не дају средње вредности за истину (као што се понекад погрешно ради). Заиста, можете да докажете да оне немају никакву трећу вредност истинитости, то је доказао Гливенко 1928. године
Уместо изјаве једноставно остају непознате истинитосне вредности, све док не буду доказане или оповргнуте.
Постоје различити начини тумачења Интуиционе логике, укључујући и Брауер-Хеитинг-Колмогорово тумачење. Видите још, Интуициона логика - семантика.

## Вишевредносна логика
Вишевредносна логика (као и Расплинута и релевантна логика) дозвољавају више од две вредности за истину, вероватно садржећи неку унутрашњу структуру. На пример, на јединици интервала [0,1], таква структура је одређена у потпуности; ово може бити изражено различитим нивоима истине.

## Алгебарска семантика
Нису сви логички системи засновани на проучавању истине у смислу да је могуће логичке везнике тумачити као функције истине. На пример, Интуициона логика нема комплетан склоп истинитосних вредности због своје семантике.
Али чак и логике које се не заснивају на проучавању истине могу се повезати са логичким формулама, као што је урађено у алгебарској семантици. Алгебарска семантика интуиционе логике је дата у смислу Хеитинг алгебри, у односу на семантику Булове алгебре код класичног исказног рачуна.